# Glen Brand
Glen Brand (* 3. November 1923 in Clarion, Iowa; † 15. November 2008 in Omaha, Nebraska) war ein US-amerikanischer Ringer und Olympiasieger.

## Werdegang
Glen Brand besuchte während des Zweiten Weltkrieges die High School in Clarion, wo er unter Leitung seines Cousins Dale Brand erste Kontakte mit dem Ringersport hatte. Nach Abschluss der Schulausbildung trat er für vier Jahre in das United States Marine Corps ein. Nach Ende des Krieges begann er an der Iowa State University mit dem Studium der Ingenieurwissenschaften, das er erfolgreich abschloss. 1946 begann er unter der Leitung des Trainers der Universität, Hugo Otopalik, mit dem Ringen. Er war sofort sehr erfolgreich und belegte in den Jahren 1946, 1947 und 1948 bei den NCAA-Collegiate-Championships (NCAA = Sportdachverband aller amerikanischen Universitäten) hervorragende Platzierungen. 1948 gewann er auch die Ausscheidungen der Amateur Athletic Union für die Olympischen Spiele in London. Dort wurde er Olympiasieger im Freistilringen in der Klasse bis 79 kg Körpergewicht (Mittelgewicht). Danach rang er noch bis 1950 bei den Universitäts-Wettkämpfen, beteiligte sich aber nicht mehr an Meisterschaften.
Die Ringerkarriere Glen Brands war eine der typischen amerikanischen Karrieren, wie sie damals abliefen. Gerungen wurde vor allem für die Universität, an der man studierte. An Olympischen Spielen nahm man teil, die Teilnahme an Weltmeisterschaften war schon nicht mehr so beliebt, wobei von 1923 bis 1949 keine Weltmeisterschaften im Ringen stattfanden. Ebenfalls gab es zu Brands Ringerzeiten noch keine Panamerikanischen Spiele bzw. Meisterschaften. Die internationalen Startmöglichkeiten waren also sehr gering.
Er gründete in Omaha eine eigene Firma, die „Brand Hydraulics“, die er viele Jahrzehnte erfolgreich betrieb. In Omaha trainierte Brand 14 Jahre lang im YMCA junge Ringer und organisierte danach dort auch Jugendturniere im Ringen. Für seine Verdienste um den Ringersport wurde er 1978 in die National Wrestling Hall of Fame aufgenommen.
Er ist der ältere Bruder des Ringers Daniel Brand, der bei den Olympischen Spielen 1964 eine Bronzemedaille gewann.

## Internationale Erfolge
(OS = Olympische Spiele, M = Mittelgewicht, S = Schwergewicht, F = Freistil)
- 1948, Goldmedaille, OS in London, M, F, mit Siegen über Abbas Hariri, Iran, R. Arthur, Australien, Adil Candemir, Türkei und Erik Lindén, Schweden

## Nationale Erfolge
- 1946, 3. Platz, S, F, NCAA-Collegiate-Championships,
- 1947, 2. Platz, M, F, NCAA-Collegiate-Championships,
- 1948, 1. Platz, M, F, NCAA-Collegiate-Championships,
- 1948, 1. Platz, M, F, AAU-Olympiaausscheidung